# Departamento de Transporte del Distrito de Columbia
El Departamento de Transporte del Distrito de Columbia (en inglés: District of Columbia Department of Transportation, DDOT) es la agencia estatal gubernamental encargada en la construcción y mantenimiento de toda la infraestructura ferroviaria, carretera, y aérea del Distrito de Columbia. La sede de la agencia se encuentra ubicada en Washington D. C. y su actual director es Terry Bellamy.

## Estadísticas
El Departamento de Transporte del Distrito de Columbia es responsable para:
- 1,100 millas (1,770 kilómetros) de calles
- 241 puentes
- 1,600 millas (2,574 kilómetros) de aceras
- 453 millas (729 kilómetros) de callejones
- 144,000 de árboles adyacente a la ciudad